# 金氏旧宅
金氏旧宅建于1937年，是津门望族金虎岑在天津建造的五所楼房，其中四所为样式一致的欧式楼房，分别供金虎岑的四个儿子居住。位于当时的天津英租界的科伦坡道（Colombo Road）（今和平区常德道57号），该建筑目前是一般保护等级历史风貌建筑。

## 历史
金氏旧宅建于1937年，当时，建成四所欧式楼房。原天津第一发电厂工程师、前中共地下党党员、后中华人民共和国电力部电力规划设计院高级工程师金虎岑三子金克刚住在三号楼。1941年，在后院菜地上又建起一排狭长的条子楼，至此，共有五所楼，建筑面积2763平方米。1948年，为了配合中国共产党进攻天津，常德道曾有过两处中国共产党活动的地下交通站，一处是常德道1号，另一处就是常德道的金氏旧宅。中华人民共和国成立初期，该楼卖给天津冶金工业局，现为公产，由天津市冶金集团（控股）有限公司办公使用。

## 建筑
金氏旧宅共有五所砖木结构的三层楼房，坐南朝北，一字排开。建筑外立面为清水砖墙，顶部为大筒瓦顶，建筑内部设有菲律宾木地板、木楼梯、三槽窗和挂镜线，顶部天花板装饰有圆形灯光灰线和方框灰线。室内暖气卫生设备齐全。后院原有一片菜地。

## 图集

常德道57号1号楼
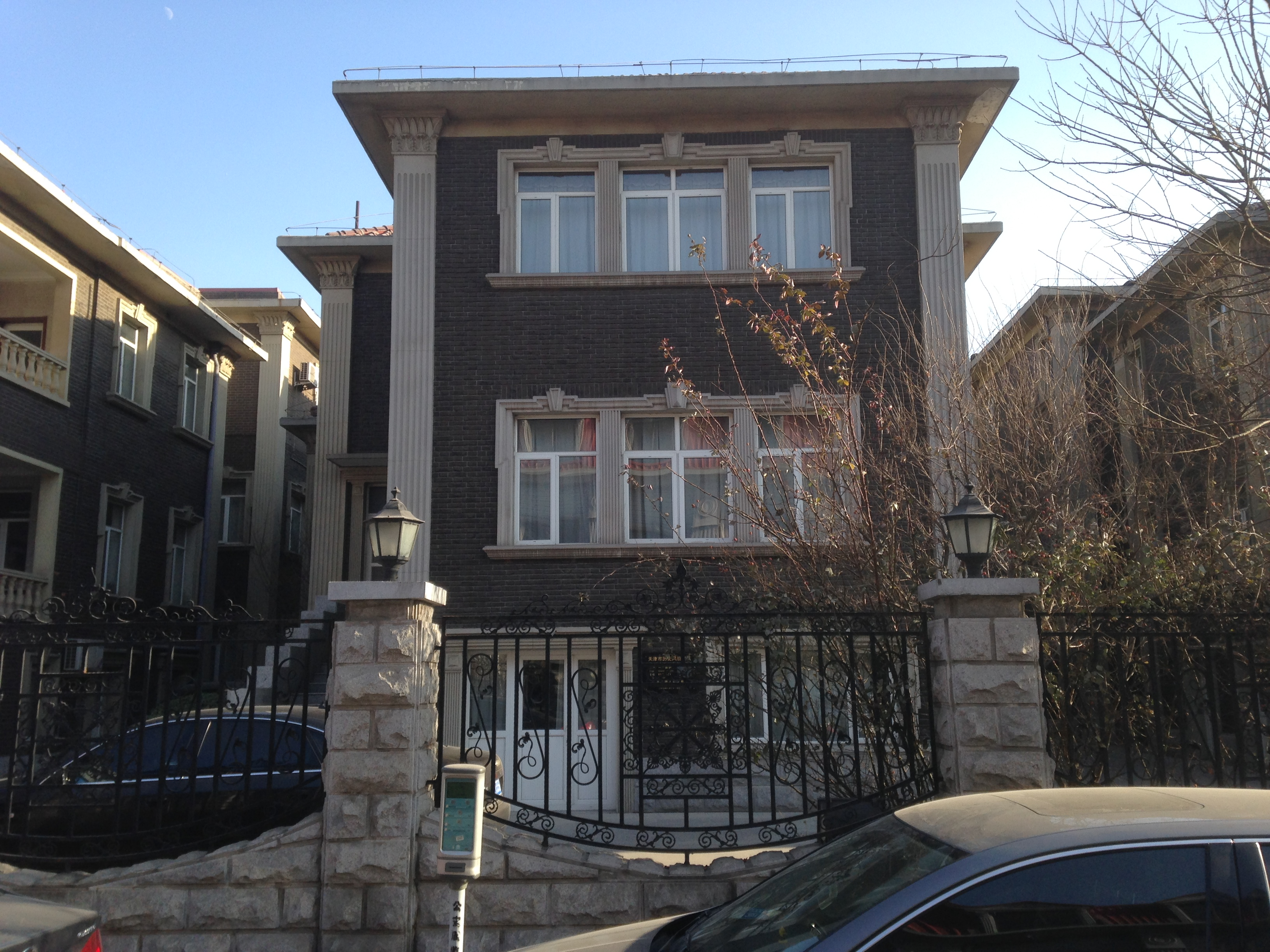
常德道57号2号楼
常德道57号3号楼
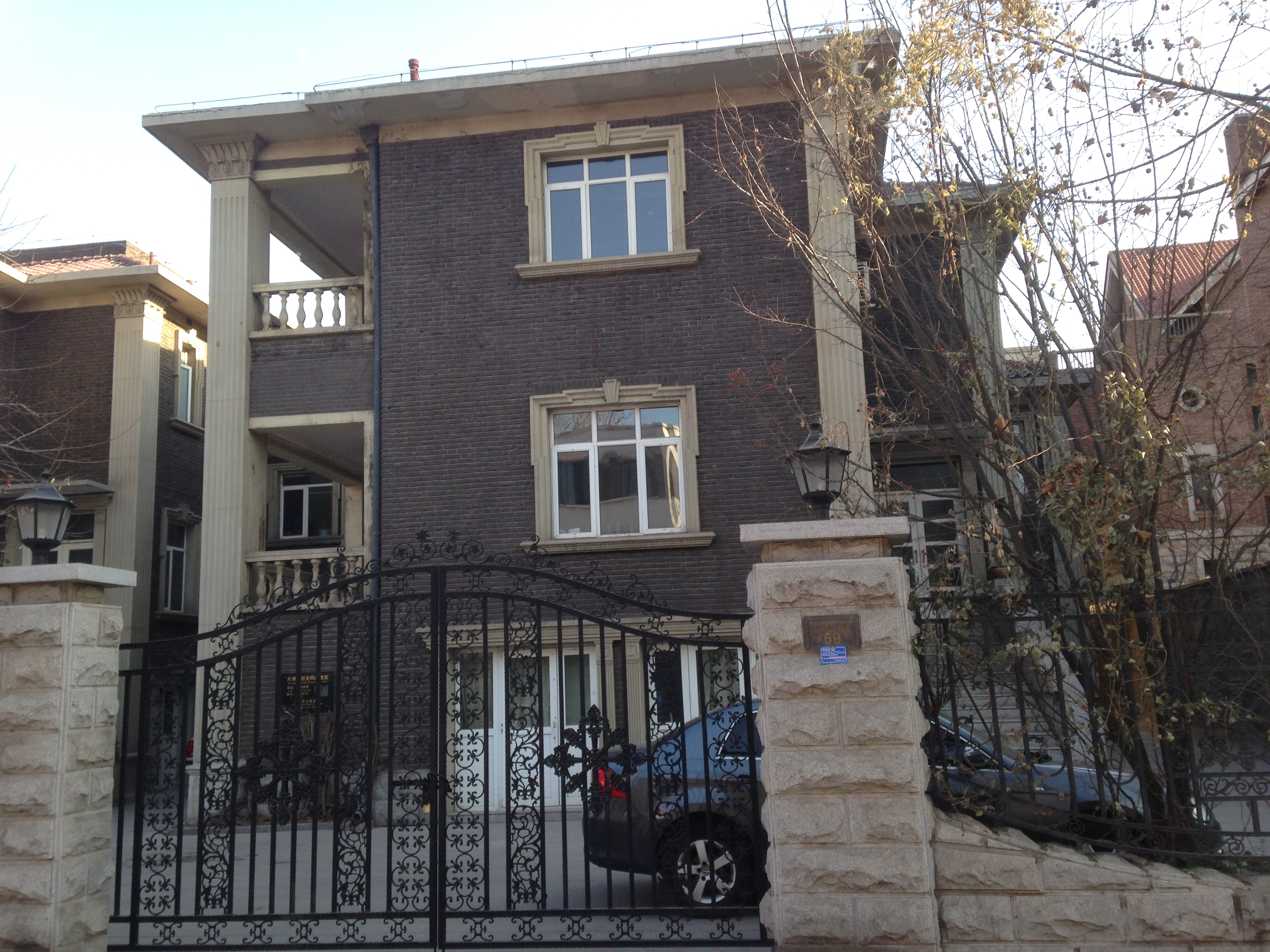
常德道57号4号楼